# Reserva Natural de Bolshekhekhtsirsky

Fotografia da reserva natural, feita por Andshel (2012)

A Reserva Natural de Bolshekhekhtsirsky (em russo:  Большехехцирский заповедник) é uma área protegida na Rússia, que cobre uma área denominada por Grande Tergo de Khekhtsir, a cerca de vinte quilómetros da cidade de Khabarovsk, no Extremo Oriente Russo. A área destaca-se pela sua posição (perto da cidade), por ter trilhos abertos ao público e por ser uma ilha de biodiversidade em florestas montanhosas rodeadas por planícies de inundação. A reserva, que se situa no Krai de Khabarovsk, foi criada durante a União Soviética, em 1963, e cobre cerca de 45 439 hectares.

## Topografia
O tergo de Khetskir é uma ilha composta por um tergo, coberta por uma floresta de coníferas, rodeada por todos os lados por planícies de inundação e pelo rio Amur, que corre no sentido oeste-este a norte do tergo, uma imediação do rio Ussuri, que corre a oeste da reserva antes de se juntar ao rio Amur, e pelo rio Cirka, que se encontra com a reserva a este, a sul e a oeste. A cerca de 20 quilómetros dos limites ocidentais da reserva, encontra-se a fronteira entre a Rússia e a China.

## Clima e eco-região
Esta reserva situa-se na eco-região do Amur. Na sua maioria, esta eco-região é uma planície de inundação fértil e de baixa altitude, com pequenas porções de biodiversidade característica do taiga; o tergo de Khekhtsir eleva-se no meio de toda esta área, providenciando muitos habitats de transição que suportam altos níveis de biodiversidade. As árvores na reserva encontram-se, assim, protegidas das cheias frequentes que ocorrem na planície.
O clima na reserva natural caracteriza-se por ser um clima continental húmido, com uma grande variação na temperado entre o dia e a noite e também entre estações, com verões amenos e inversos frios e com neve. No tergo, a média altitude, o período sem qualquer formação de gelo é de cerca de 150 dias, enquanto na parte mais elevada este período desce para 90 dias. A precipitação anual é, em média, entre 600 e 700 milímetros.